# 931st Air Refueling Wing

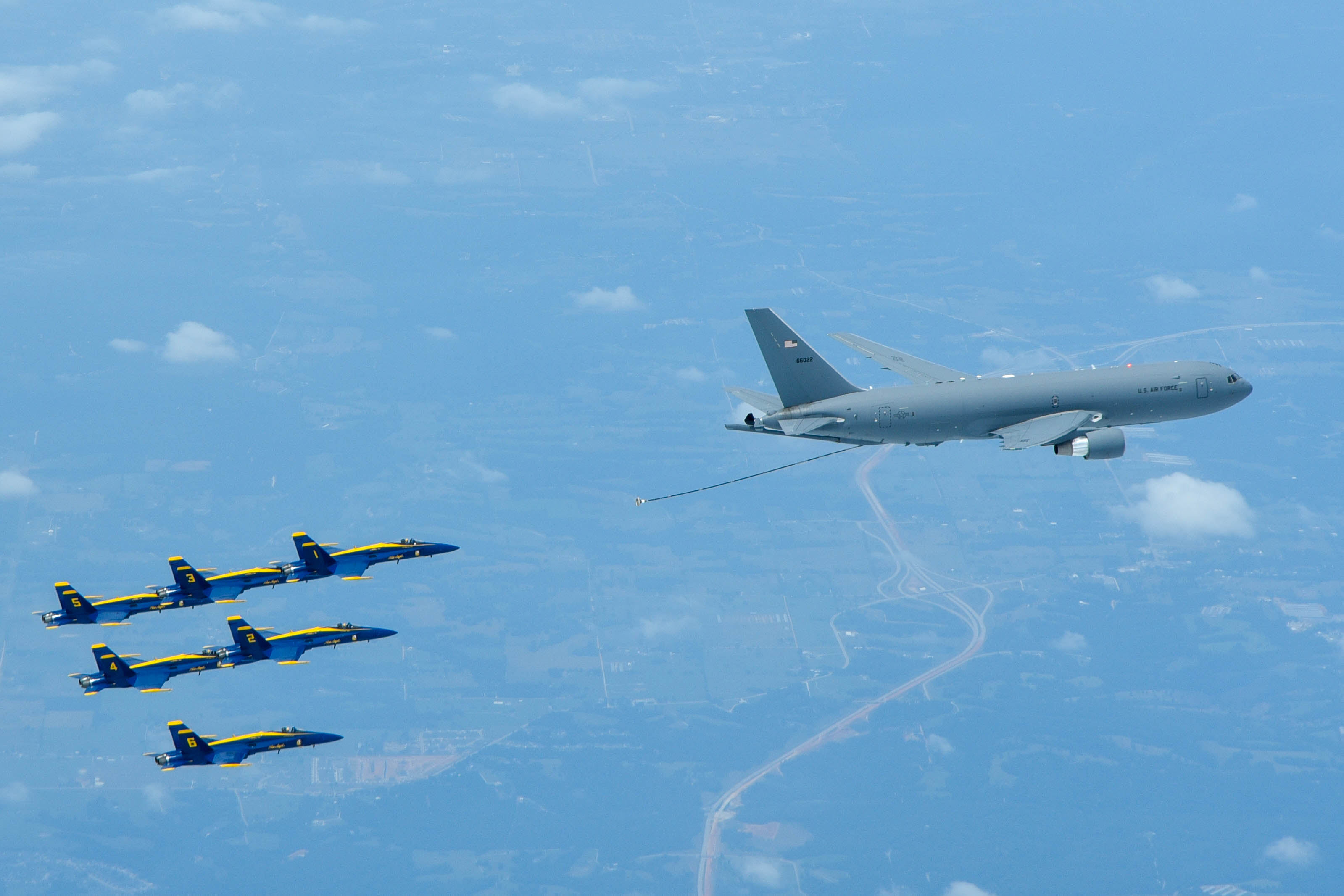
Un KC-46 dello stormo mentre rifornisce la Pattuglia acrobatica Blue Angels

Il 931st Air Refueling Wing è uno Stormo associato della Air Force Reserve Command, inquadrato nella Fourth Air Force. Il suo quartier generale è situato presso la McConnell Air Force Base, nel Kansas.

## Missione
Lo stormo  è associato al 22nd Air Refueling Wing, Air Mobility Command, al quale fornisce personale per l'addestramento e la manutenzione per i suoi KC-46. Dal 2020 dispone di un proprio Squadron attivo.

## Organizzazione
Attualmente, al settembre 2017, esso controlla:
- 931st Operations Group
  -  18th Air Refueling Squadron
  -  905th Air Refueling Squadron
  -  924th Air Refueling Squadron - Equipaggiato con 12 Boeing KC-46 Pegasus
- 931st Maintenance Group
  - 931st Aircraft Maintenance Squadron
  - 931st Maintenance Operations Flight
- 931st Civil Engineer Squadron
- 931st Force Support Squadron
- 931st Security Forces Squadron
- 931st Aerospace Medicine Squadron